# Jurupa Valley
Jurupa Valley es una ciudad ubicada en el condado de Riverside en el estado estadounidense de California. En el Censo de 2020 tenía una población de 105 053 habitantes y una densidad poblacional de 944.60 personas por kilómetro cuadrado.
El 8 de marzo de 2011, los votantes locales aprobaron una iniciativa para incorporar el área en una ciudad; como resultado, como resultado el área ha estado incorporada desde el 1 de julio de 2011.

## Geografía
Jurupa Valley se encuentra ubicada en las coordenadas 33°59′58″N 117°28′31″O / 33.99944, -117.47528. Según la Oficina del Censo de los Estados Unidos, Jurupa Valley tiene una superficie total de 113.18 km² (kilómetros cuadrados), de la cual 112.66 km² corresponden a tierra firme y (0.46 %) 0.52 km² es agua.

## Demografía
Jurupa Valley fue incorporada después de censo de los Estados Unidos de 2010, pero es posible determinar la población estimada y su demografía al sumarse los resultados del censo de los lugares designados por el censo de Glen Avon, Mira Loma, Pedley, Rubidoux y Sunnyslope.
|                 | Glen Avon | Mira Loma | Pedley | Rubidoux | Sunnyslope | Total de Jurupa Valley |
| --------------- | --------- | --------- | ------ | -------- | ---------- | ---------------------- |
| Población total | 20 199    | 21 930    | 12 672 | 34 280   | 5153       | 94 235                 |

Según el censo de 2010, había 94 235 personas residiendo en Jurupa Valley. La densidad de población era de 836 hab./km². De los 94 235 habitantes, Jurupa Valley estaba compuesto por el 53.39 % de blancos, el 4.21 % de negros, el 1.08 % de amerindios, el 2.56 % de asiáticos, el 0.29 % de isleños del Pacífico, el 34.5 % de otras razas y el 4.46 % de dos o más razas. Del total de la población, el 66.15 % eran hispanos o latinos de cualquier raza.